# Pier Damiani
San Pier Damiani o Pier di Damiano o Pietro Damiani (Ravenna, 1007 – Faenza, 21 o 22 febbraio 1072) è stato un teologo, vescovo cattolico e cardinale italiano della Chiesa cattolica che lo venera come santo, proclamato dottore della Chiesa nel 1828.
Fu grande riformatore e moralizzatore della Chiesa, autore di importanti scritti liturgici, teologici e morali ed uno dei migliori latinisti del suo tempo. Diceva di considerarsi Petrus ultimus monachorum servus (Pietro, ultimo servo dei monaci).

## Biografia
Fonte principale per la ricostruzione della sua vita è la biografia realizzata dal discepolo prediletto Giovanni da Lodi, monaco e suo segretario personale, particolarmente erudito da essere soprannominato Grammaticus, poi divenuto suo successore come priore di Fonte Avellana e successivamente eletto vescovo di Gubbio. Numerosi accenni autobiografici sono poi rinvenibili tra le sue molte lettere.

### Primi anni di vita (1007-1022)
Piero Damiani nacque a Ravenna tra la fine del 1006 o più probabilmente l'inizio del 1007. Se ne conosce con relativa precisione l'anno di nascita, fatto piuttosto raro per quei tempi, perché egli stesso riferisce in una delle sue numerose lettere di essere nato 5 anni dopo la morte dell'imperatore Ottone III.
La sua famiglia era probabilmente, o era stata, di illustri origini, ma quando Piero nacque non era più di condizione agiata. Aveva sei fratelli: il più grande era Damiano, che divenne arciprete e poi monaco, poi un fratello anonimo, quindi Marino, Rodelinda, la prima sorella, Sufficia, e un'altra sorella anonima. Piero era l'ultimo nato.
Rimase orfano di entrambi i genitori in giovanissima età. Fu allevato dapprima dalla sorella maggiore Rodelinda. Poi lo accolse in casa il fratello secondogenito, del quale non conosciamo il nome, che lo costrinse a durissimi servizi e lo maltrattò.
Lasciò poi la casa del fratello malevolo e venne accolto dal fratello più grande Damiano, arciprete. Probabilmente per riconoscenza verso questo fratello Piero aggiungerà al suo nome "Damiani", cioè "di Damiano", che non va inteso dunque come patronimico.

### Studi (1022-1032)
Il fratello Damiano, arciprete di una grande ed importante pieve presso Ravenna, si occupò non solo del mantenimento, ma anche di fornire un'educazione al fratello Piero, cosa rara per quei tempi. Lo inviò a Faenza, poiché presumibilmente conosceva una scuola migliore di quelle esistenti allora a Ravenna, ma forse anche con l'intento di allontanarlo dal fratello malevolo. Arrivato a Faenza a 15 anni, Piero vi rimase per 4 anni, dal 1022 al 1025.
Terminati gli studi a Faenza, si trasferì a Parma (inviato dal fratello o di sua iniziativa) per studiare le arti liberali, cioè quelle cosiddette del trivio e del quadrivio. Studiò sotto maestri illustri, come Ivo, Gualtero e Mainfredo. Rimase a Parma negli anni 1026-1032, cioè tra i 19 ed i 25 anni.

### Insegnamento (1032-1035)
Terminati gli studi a Parma tornò a Ravenna dove intraprese la carriera di insegnante, che lo occupò probabilmente dal 1032 al 1035, cioè fino a circa 28 anni. Divenne un rinomato maestro delle arti liberali, con molti allievi e acquisendo fama e una certa agiatezza economica. È probabile che fosse anche chierico (diacono o un altro ordine minore), cosa allora comune per i maestri. L'ordinazione presbiterale probabilmente è da collocare durante il periodo di insegnamento a Ravenna, forse tra il 1034-35, a opera dell'arcivescovo Gebeardo.

### Vocazione monastica (1035)
In quel periodo maturò progressivamente l'idea di dedicarsi alla vita monacale. Mantenendo immutato lo stile di vita a stretto contatto con la società, cominciò a vivere interiormente come un monaco: sotto le vesti indossava il cilicio, digiunava, si prodigava in preghiere, veglie, digiuni ed opere di carità.
Come egli stesso raccontò, un fatto preciso lo incoraggiò ad abbracciare la vita monastica vera e propria. Solitamente invitava a mensa alcuni poveri. Un giorno si trovò solo con un cieco e gli offrì del pane scuro, di qualità peggiore, tenendo per sé un pane bianco. Una lisca di pesce si conficcò nella sua gola, rischiando di soffocarlo. Interpretò l'incidente come una giusta punizione per il suo egoismo e prontamente offrì al cieco il pane migliore: immediatamente la lisca scivolò in gola lasciandolo indenne.
L'ingresso nella vita monastica avvenne quando conobbe a Ravenna due eremiti di Fonte Avellana, eremo nella Pentapoli bizantina fondato circa un decennio prima dal ravennate san Romualdo. Attratto dalla loro umile e composta modestia, li seguì nel loro eremo e vi si fece monaco. Era probabilmente l'anno 1035; Pier Damiani aveva compiuto i 28 anni.

### Monaco di Fonte Avellana (1035-1043)
A Fonte Avellana, grazie al suo passato di maestro, gli venne chiesto di istruire i suoi fratelli in campo religioso ed esortarli alla vita monastica. Divenne ben presto anche magister dei novizi.
In seguito, probabilmente nel 1040, l'abate di Pomposa Guido degli Strambiati chiese al priore di Fonte Avellana di inviargli Pier Damiani come magister per istruire anche la sua comunità, probabilmente avendone già conosciuta la fama che lo circondava a Ravenna ed avendolo poi apprezzato personalmente a Fonte Avellana dal 1035 al 1040, periodo in cui Guido ne fu priore. Piero vi rimase circa due anni, tra il 1040 e il 1042.
Nel 1042, per ordine del suo priore di Fonte Avellana, passò da Pomposa al monastero di san Vincenzo al Furlo (presso Urbino), per riformarne la disciplina secondo la riforma romualdina. Qui scrisse la Vita Romualdi attingendo alle notizie dirette di chi aveva personalmente conosciuto il monaco anacoreta: del testo è nota l'edizione forlivese del 1641. Qui inoltre incontrò, e talvolta si scontrò, con alcuni potenti nobili del tempo, come il marchese Bonifacio di Toscana o la dinastia dei Canossa.

### Priore di Fonte Avellana (1043-1057)

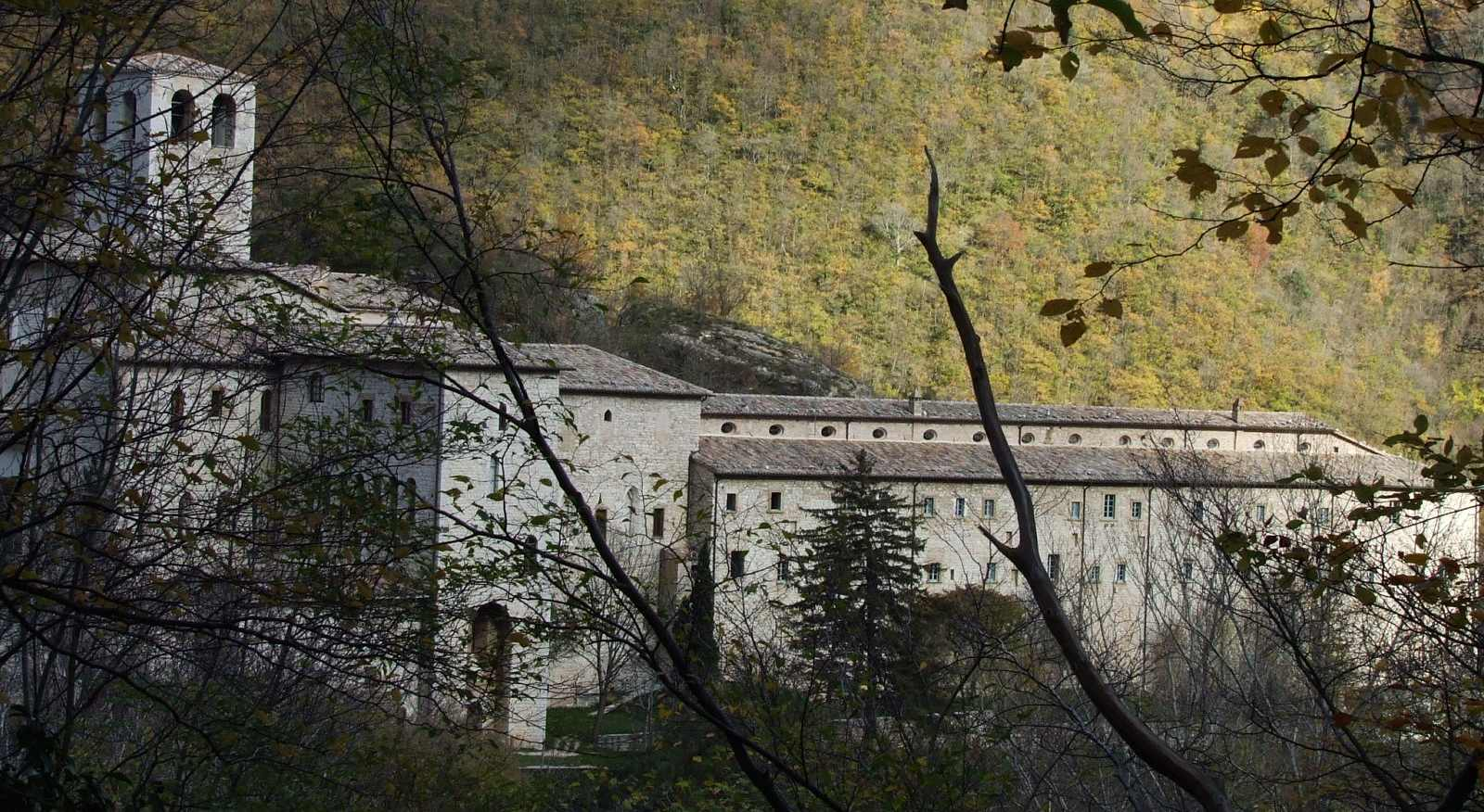
Monastero di Fonte Avellana.

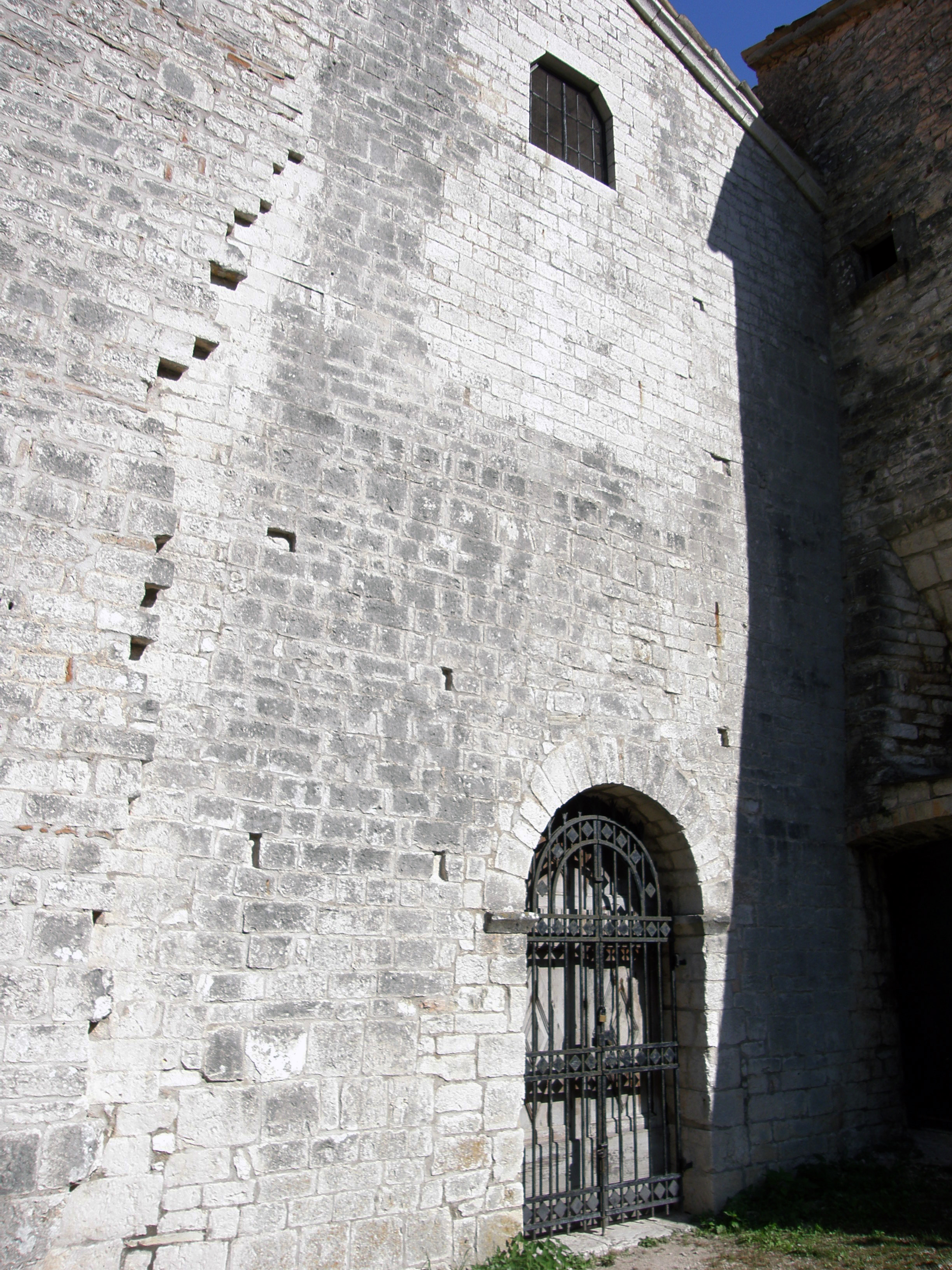
Facciata dell'abbazia di Santa Maria di Sitria, situata alle falde del Monte Catria e del Monte Cucco.

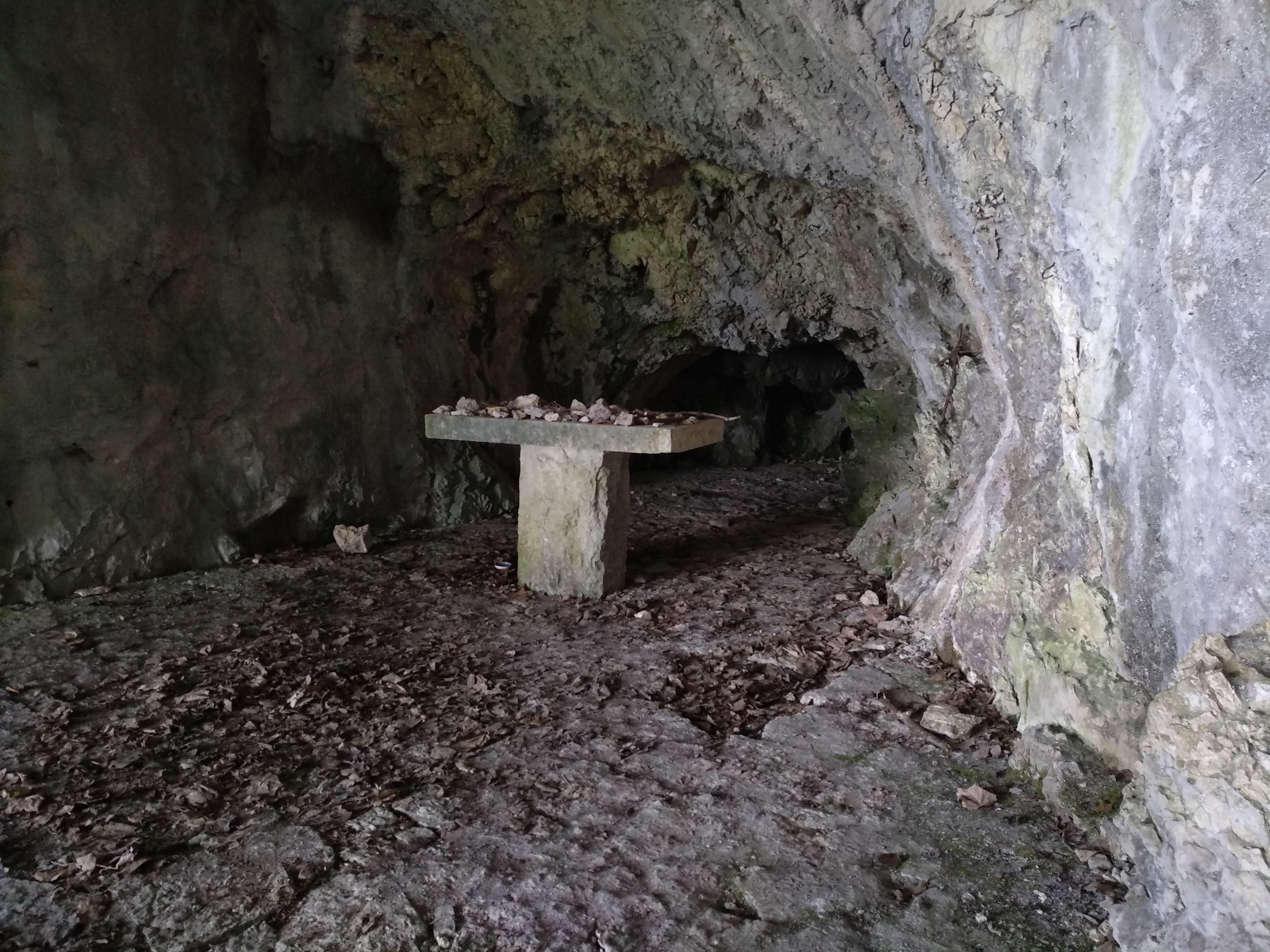
La Grotta di Pier Damiani, situata a pochi passi dall'eremo di Fonte Avellana.

A fine 1043, in occasione della morte del priore Guido, ritornò a Fonte Avellana, dove venne eletto dai suoi confratelli (circa venti monaci) come suo successore. Rimase priore per 14 anni, fino al 1057.
Durante il suo priorato si adoperò nell'organizzazione e nella promozione della vita eremitica e di attuare gli ideali monastici nel suo monastero. Redasse una Regola in cui sottolineava fortemente il "rigore dell'eremo": nel silenzio del chiostro, il monaco è chiamato a trascorrere una vita di preghiera, diurna e notturna, con prolungati ed austeri digiuni; deve esercitarsi in una generosa carità fraterna e in un'obbedienza al priore sempre pronta e disponibile. Pier Damiani qualificò la cella dell'eremo come «parlatorio dove Dio conversa con gli uomini».

Curò anche l'ampliamento e la ristrutturazione di edifici esistenti e ne costruì di nuovi. Curò in particolare la biblioteca dell'eremo.
Fondò, o comunque riorganizzò, all'interno della famiglia monastica di Fonte Avellana, diversi eremi e monasteri dell'ex Esarcato bizantino:
- monastero di San Salvatore di Monte Acuto, nel territorio di Umbertide;
- monastero di san Gregorio in Conca, nel territorio di Morciano di Romagna (da lui fondato nel 1060);
- eremo di Suavicino (fondato nel 1053);
- eremo di Preggio, nel territorio di Umbertide;
- eremo di Gamogna, sull'Appennino faentino (1053);
- cenobio di San Giovanni in Acereta (attualmente nota come Badia della Valle), sull'Appennino faentino (circa 1055);
- monastero di San Bartolomeo in Camporeggiano, presso Gubbio, da lui fondato nel 1057;
- monastero di San Vincenzo al Furlo, presso Acqualagna;
- abbazia e cenobio di Santa Maria in Sitria, presso Isola Fossara;
- abbazia e monastero di Sant'Emiliano in Congiuntoli, presso Sassoferrato;
- abbazia di San Michele Arcangelo, presso Cantiano;
- eremo di Luceoli, presso Cantiano;
- eremo di Ocri, presso Sarsina.

Intrattenne inoltre una notevole corrispondenza con i principali monasteri del centro Italia dell'epoca.
Oltre ad adoperarsi nell'ambito monastico, fu uno dei principali e zelanti attuatori della riforma gregoriana della Chiesa. Si recò in visita in molte diocesi (per esempio Urbino, Assisi, Gubbio) per esortare o rimproverare i vescovi. In alcuni casi fece pressione sul Papa per far rimuovere vescovi indegni o simoniaci (a Pesaro, Fano, Osimo e Città di Castello).
Nel 1046 assistette all'incoronazione dell'imperatore Enrico III a Roma ed entrò in relazione con l'ambiente di corte. I contatti avuti in seguito con la casa imperiale furono numerosi e cordiali; si recò più volte in Germania; l'imperatrice Agnese fu sua penitente.
Nel 1047 fu presente al sinodo romano, celebrato alla presenza dell'imperatore e presieduto dal Papa, per affrontare e risolvere il problema della simonia. Partecipò anche ai sinodi romani del 1049, 1050, 1051, 1053. Nel 1049 compose il Liber Gomorrhianus, trattante i peccati contro natura.
Col pontificato di papa Leone IX (1049-1054) si estese l'orizzonte d'azione riformatrice di Pier Damiani. Pier Damiani partecipò attivamente, con scritti e interventi personali, alla riforma ecclesiastica che vide in Leone IX il suo più energico fautore. Questo Papa lo nominò priore del convento di Ocri. La sua collaborazione coi pontefici proseguì con Stefano IX, Niccolò II e Alessandro II.

### Cardinale, Vescovo di Ostia e consigliere del Papa (dal 1057)
Papa Stefano IX, nell'agosto-novembre 1057 o il 14 marzo 1058, lo nominò cardinale e vescovo di Ostia, cioè uno dei sette cardinali vescovi suburbicari a più stretto contatto con il Papa. Stando ai suoi scritti, Pier Damiani non accolse la nomina con favore: si sentiva portato alla vita eremitica, implicante solitudine, silenzio, penitenza, preghiera.
Si trasferì per obbedienza a Roma, a stretto contatto col Papa e con la corte pontificia, dove rivestì un ruolo di primissimo piano.

### Riformatore
Pier Damiani operò la sua azione riformatrice in diversi modi:
- si adoperò affinché il potere politico fosse privato delle connotazioni sacrali che aveva progressivamente assunto (e che avevano portato alla prassi aberrante della simonia, che diede origine alla cosiddetta lotta per le investiture);
- mise in risalto l'autorità del Papa, fulcro centrale della vita ecclesiale (questo da un lato per sottrarre i vescovi all'autorità dell'imperatore, dall'altro per non lasciarli sciolti da ogni istanza superiore, come invece chiedeva la corrente detta episcopalismo);
- cercò di riformare la vita dei chierici, combattendo il nicolaismo (interpretazione lassista del celibato ecclesiastico) e proponendo come modello la vita monastica.

### Principali missioni per conto del Pontefice
Nel novembre 1059 Papa Niccolò II inviò Pier Damiani a Milano, assieme ad Anselmo da Baggio, vescovo di Lucca nonché futuro papa sotto il nome di Alessandro II. In quella città lo scandalo della compravendita delle cariche religiose (simonia) era sotto gli occhi di tutti. Il matrimonio dei sacerdoti era prassi corrente, come lo era il comportamento licenzioso di molti religiosi. Le riforme avviate dal papato trovarono nella chiesa ambrosiana una forte opposizione. La chiesa ambrosiana rivendicava la sua autonomia e la sua particolarità.
In controtendenza un gruppo di sacerdoti e diaconi, tra cui sant'Arialdo e i fratelli Landolfo ed Erlembaldo Cotta formarono nella città ambrosiana un movimento che gli oppositori soprannominarono Pataria, da patée che in dialetto milanese significa venditori di cianfrusaglie (sinonimo di "straccione"). Questo movimento si scagliava contro il concubinato del clero e contro il discredito che alcuni porporati gettavano sulla Chiesa - e non solo sulla Chiesa. I vescovi ambrosiani scomunicarono alcuni membri di questo movimento e provocarono l'intervento del papato per ristabilire l'ordine e l'obbedienza. Prima di Pier Damiani, si erano recati a Milano nel 1057 Anselmo da Baggio, vescovo di Lucca, e il monaco Ildebrando da Soana (futuro papa Gregorio VII), senza successo. Pier Damiani riunì tutto il clero in cattedrale e, richiamata l'autorità di Papa Niccolò, riuscì a strappare un accordo di accettazione del celibato del clero. Le tensioni rimasero comunque alte, e dopo la morte di Niccolò II le dispute ripresero e sfociarono nel 1066 nell'uccisione, da parte di due sacerdoti, di Sant'Arialdo.
Nell'aprile 1060 Niccolò decise di mettere la diocesi di Velletri, vacante da due anni (dall'elezione del vescovo Giovanni Mincio come antipapa Benedetto X), sotto la giurisdizione della diocesi di Ostia, e quindi del Damiani: ciò raddoppiò il carico di lavoro e le responsabilità del monaco. Dopo Pier Damiani, rimase prassi consolidata che Velletri fosse posta sotto la guida del vescovo di Ostia.
Altre legazioni furono svolte da Pier Damiani a Cluny in Francia (giugno-ottobre 1063), a Firenze, a Mantova, a Ravenna sua città natale, e in numerose località dell'Italia centrale.
Riguardo ai monaci di Cluny Pier Damiani li esortò a una disciplina più rigorosa e al digiuno. Al che l'abate Sant'Ugo «lo invitò, con sensibilità e umorismo, a provare lui stesso la loro vita: "Prima mangia con noi e poi di' se il nostro cibo necessiti di maggior sapore"».
Ciò nondimeno nelle Epistolae il nostro severo riformatore così ha scritto, tra le impressioni avute a Cluny: «Quando ricordo la vita quotidiana piena e rigorosa della vostra abbazia, riconosco che vi guida lo Spirito Santo».

### Ritorno alla vita monastica e gli ultimi anni
Pier Damiani continuò a non amare la vita di curia e chiese più volte a Papa Alessandro II di permettergli di ritornare al chiostro. Dieci anni dopo la nomina a vescovo, nel 1067, ottenne il permesso di tornare a Fonte Avellana, rinunciando a tutte le sue cariche. Ma dopo soli due anni venne richiamato per un'ultima missione: trattenere Enrico IV dal divorziare da Berta di Savoia. La missione fu coronata da temporaneo successo (Concilio di Magonza, 1069).
La vita monastica da lui praticata a Fonte Avellana, e diffusa altrove, era tra le più dure conosciute dal monachesimo occidentale: autoflagellazione, penitenze, recita quotidiana del salterio, quantità minime di cibo, lavoro manuale (egli stesso dichiarò di essere stato particolarmente abile nella produzione di cucchiai di legno).
Nel 1071 si recò a Montecassino per la consacrazione della chiesa abbaziale. Agli inizi dell'anno seguente si recò a Ravenna per ristabilire la pace con l'arcivescovo Enrico, colpito da interdetto per aver sostenuto l'antipapa Onorio II.

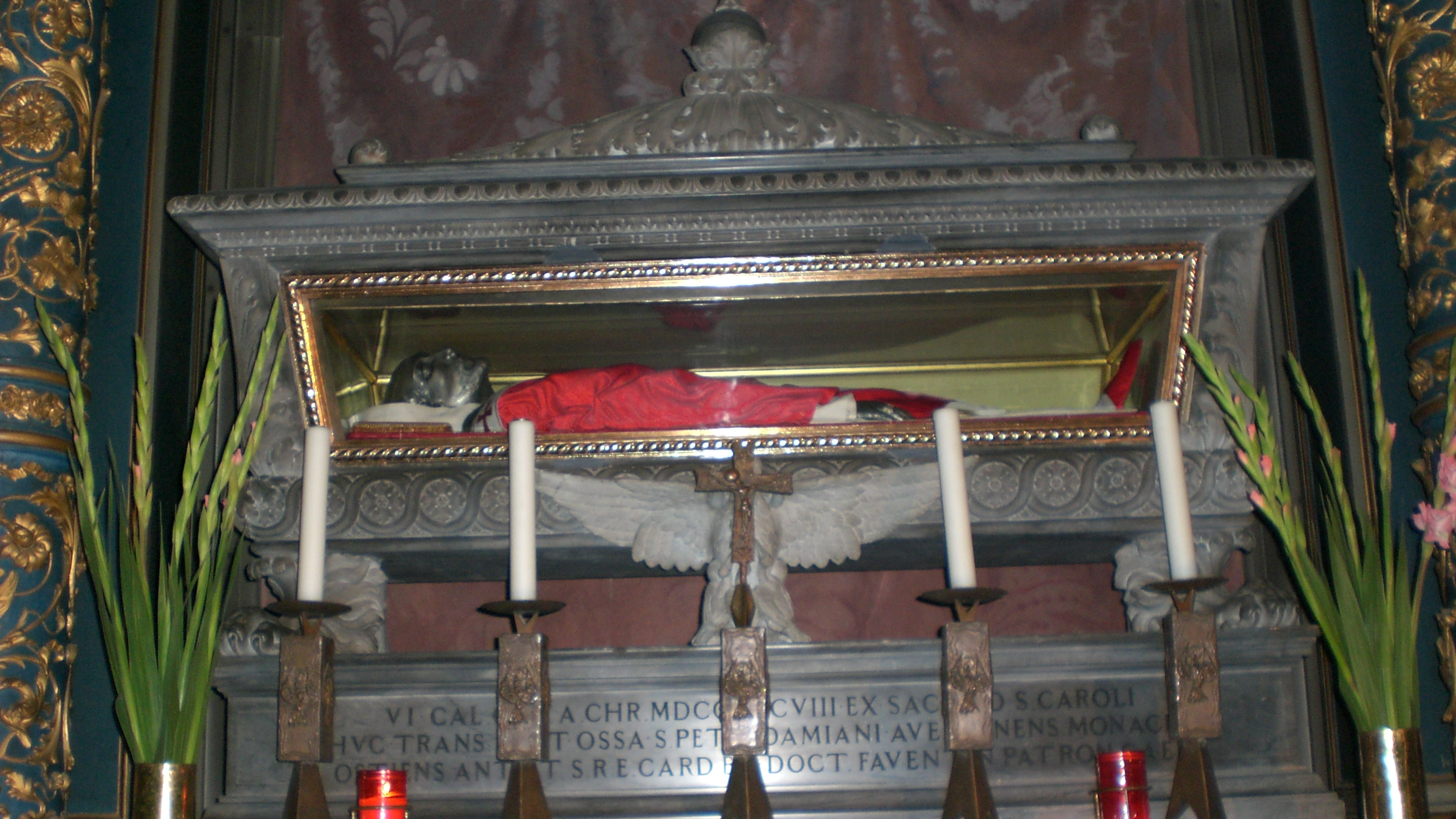
Urna con le ossa di San Pier Damiani, presso la cattedrale di Faenza. Le ossa del volto e delle mani sono ricoperte da ricostruzioni d'argento, il resto dello scheletro è ricoperto di paramenti sacri.

Durante il viaggio di ritorno all'eremo di Gamogna (uno dei tanti da lui fondati), un'improvvisa malattia lo costrinse a fermarsi a Faenza. Fu ospitato nel monastero benedettino di Santa Maria foris portam (oggi conosciuta come Santa Maria Vecchia), dove spirò la notte tra il 21 e il 22 febbraio 1072. Trovò dapprima sepoltura nella chiesa del monastero; in seguito le sue ossa furono traslate nella cattedrale di Faenza, dove sono conservate tuttora.
Da una recente ricognizione medica sono emerse grosse calcificazioni nelle ossa delle ginocchia, in cui i devoti vedono una testimonianza concreta della sua vita di penitenza.
Queste sono le parole da lui scritte per coloro che avessero visitato il suo sepolcro:
non prestar fede alle cose che vedi destinate a perire;

sono segni frivoli che precedono la verità, sono brevi momenti cui segue l'eternità.

Vivi pensando alla morte perché tu possa vivere in eterno.

Tutto ciò che è presente, passa; resta invece quel che si avvicina.

Come ha ben provveduto chi ti ha lasciato, o mondo malvagio,

chi è morto prima col corpo alla carne che non con la carne al mondo!

Preferisci le cose celesti alle terrene, le eterne alle caduche.

L'anima libera torni al suo principio;

lo spirito salga in alto e torni a quella fonte da cui è scaturito,

disprezzi sotto di sé ciò che lo costringe in basso.

Ricordati di me, te ne prego; guarda pietoso le ceneri di Pietro;

con preghiere e gemiti dì: "Signore, perdonalo"»
(Pietro Peccatore)

## La dottrina

Sancti Petri Damiani Opera Omnia, 1743

Fu scrittore prolifico e intellettuale raffinato: si conoscono oltre settecento manoscritti contenenti le sue opere, segno della sua grande autorità e diffusione. Pier Damiani scrisse 180 lettere (alcune tanto ampie da essere dei veri e propri trattati, nonostante la forma epistolare); varie opere liturgiche ed eucologiche; sermoni da lui tenuti in varie occasioni; agiografie, tra le quali spicca la citata Vita Romualdi. Le sue opere furono raccolte e pubblicate per la prima vota dal religioso benedettino, padre Costantino Caetani, che le divise in quattro volumi usciti tra il 1606 e il 1640 (le Lettere nel 1606, Sermoni e vite dei santi nel 1608, Opuscoli nel 1615 e i carmina nel 1640).

### Lasancta simplicitas
L'espressione sancta simplicitas, nel linguaggio di Pier Damiani, designa il coraggio e la forza d'animo dei piscatores, uomini che partecipano con salda convinzione alla fede. E proprio ai pescatori si riferisce come modello di virtù nel De sancta semplicitate, lettera indirizzata ad un monaco di nome Ariprando, che gli aveva manifestato il turbamento di essersi fatto monaco troppo giovane, prima di aver studiato a sufficienza la grammatica. La sete di scienza è per Damiani, una forma di idolatria, che distoglie l'uomo dal vero bene, che è la contemplazione di Dio. È il tema della vana curiositas: dove il mondo è solo la manifestazione di Dio, una teofania, non c'è necessità di indagare il creato in quanto tale, ma solo di ammirarlo come "traccia" della potenza divina. La "cupidigia del sapere" è paragonata ad una tentazione diabolica, come quella che spinse Eva a mangiare il frutto dell'Albero della Conoscenza.
A sostegno di questa tesi Damiani porta appunto i brani della Bibbia e dei Vangeli, a mostrare che Dio affidò sempre la predicazione della sua parola a uomini ignoranti e semplici, come appunto i pescatori. "Tu pure dai un più efficace incitamento a quelli che ti vedono correr sulle orme di Cristo, di quel che non avresti potuto fare se t'avessero udito cercar di persuaderli con gran numero di parole".
La semplicità quindi è per un predicatore, non un difetto ma una dote. Al monaco si richiede il "sentire" e non le "lettere", queste ultime infatti traggono origine dal primo e non viceversa. Cita inoltre l'esempio di San Benedetto che "è mandato a studiar lettere; ma tosto si sente chiamare alla saggia stoltezza di Cristo". Nonostante quindi Pier Damiani fosse esperto di tutte le arti liberali, finge di disprezzarle affinché queste non divengano oggetto di idolatria e strumenti che nelle mani di uomini non abbastanza saggi sono in grado di condurre a eresie.

### La divina onnipotenza
Lo spunto per l'epistola sulla divina onnipotenza viene a Pier Damiani dopo una visita al monastero di Montecassino, durante la quale, come lui stesso racconta, ebbe una discussione con un monaco di nome Desiderio che sosteneva, in base ad una affermazione fatta da San Girolamo che Dio non fosse in grado di restituire la verginità ad una donna che la avesse perduta. Ciò significava in pratica che Dio non può "cambiare il passato".
Argomentando contro S. Girolamo, Damiani dimostra di non sottostare al principio di autorità: « [...] io non guardo a chi ha detto una cosa, ma a che cosa si dica». Questo fatto colloca Damiani sul fronte opposto a quei dialettici che in quello stesso periodo del Medioevo andavano affermando nuovi modelli di razionalità, basati soprattutto sulla logica greco-antica (su tutti Aristotele, l'auctoritas per eccellenza), ma anche a un certo tipo di Patristica.
L'attribuire un qualche tipo di impotenza a Dio, sembra a Pier Damiani una affermazione che non si può fare con leggerezza. Ciò che soprattutto gli preme è arrestare l'arroganza di quei teologi che ponevano la divinità al di sotto della Logica, dimenticando la totale trascendenza di Dio che è quindi al di fuori della portata della ragione umana. Ciononostante egli fa appello proprio alla ragione per mostrare che, se bene usata, essa può servire anche a riportare all'umiltà quelli che, dicendosi sapienti, giungono a dire di Dio che non può fare qualcosa.
Il fatto che fino ad ora nessuna vergine sia mai risorta dopo caduta, non è affatto prova che Dio non sia capace di farlo. Infatti, argomenta il Ravennate, fino a prima della nascita di Cristo si sarebbe potuto dire che Dio non era in grado di far partorire una vergine. L'unica cosa che Dio non può fare, né sa come fare è il male ma ciò non è da intendersi come una impotenza, bensì come rettitudine della volontà divina (inoltre era opinione diffusa, a partire da Agostino di Ippona, che il male fosse privo di positività ontologica, che cioè sia nulla). «Ma d'altra parte tutto quel che vuole, senza alcun dubbio, lo può».
Usando quelle che Damiani chiama "le invincibili ragioni della fede", egli argomenta che non solo Dio può far risorgere "nel merito" una vergine caduta, ma che può farlo anche fisicamente, cioè "nella carne": «Quei che ha formato una creatura che non esisteva, non potrà ripararne una che già esiste ma s'è guastata?».
La questione di conseguenza si amplia: che rapporto ha Dio con il tempo? È in grado di cambiare il passato e far sì che ciò che è accaduto, non sia accaduto? A queste domande ancora una volta Pier Damiani cerca di rispondere con la ragione, fermo restando però il confronto continuo con la rivelazione del testo biblico.
La legge del mutamento governa le cose e gli enti del mondo: nascono, durano, muoiono. Espressione del divenire è il tempo, scandito secondo il passato, il presente, il futuro. Ma per Dio questi sono la medesima cosa, trascende tali dimensioni: « [...] per rapporto alla sua eternità [...], il suo presente non si cangia mai in passato e il suo oggi non diventa mai domani, né altro momento del tempo».
Dio può (o poteva) impedire l'accadimento delle cose, facendo sì che, ad esempio, Roma, la quale fu fondata in tempi antichi, non sia (o non fosse) fondata?
La risposta dipende dal modo in cui si fa uso della categoria "tempo". In riferimento all'eternità, che gli è propria, Dio può; in relazione all'uomo, che vive e conosce mutamenti incessanti, Egli poteva:
« [...] tutto quello che Dio poteva, questo anche può [...]. Quel potere, che aveva prima che Roma sorgesse, permane ognora immutabile [...] sicché, allo stesso modo che, di qualsiasi cosa, possiamo dire che Dio poteva farla, possiamo dire ugualmente che può farla per la ragione che il suo potere, che è coeterno a Lui, resta sempre fermo e immutabile».
In un'ottica deterministica come quella di Damiani, chi nega a Dio potere sul passato, glielo nega anche sul presente e futuro, poiché sono tutti egualmente necessari. Bisogna quindi ammettere che nella sua extra-temporalità sia parimenti onnipotente tanto sul passato quanto sul futuro. Ma non vi è un "prima" e un "dopo" nella dimensione divina, tutto ciò che Dio decide di cambiare lo fa nel suo "eterno oggi".
Emergono qui i limiti della ragione umana dei quali Damiani è ben consapevole, infatti l'implicazione di questa teoria è che Dio sia svincolato dal principio di non-contraddizione. Questa capacità lo pone al di sopra della logica e rende quindi impossibile per l'uomo, che è invece soggetto all'ordine razionale, la comprensione piena del divino.

### Il ruolo della dialettica
Strumento tipico della filosofia è la dialettica: come affronta, questa, il tema dell'onnipotenza divina? Damiani condivide una tesi che vanta antiche e diffuse adesioni:
la dialettica è disciplina formale, che mette ordine nelle idee e nel linguaggio, ma non ha la forza di penetrare nell'essenza intima della realtà. Di qui i due corollari:
- A. Il principio di non contraddizione, architrave della logica, implica il rispetto della "necessità", categoria per la quale tutto quello che fu, è necessario che sia stato, così come tutto ciò che è, fintanto che è, è necessario che sia.
- B. Trasferire la "necessità" alla sfera della realtà naturale non è possibile; significherebbe negare che il mondo è l'effetto della libera - non vincolata - volontà di Dio. Il principio di non contraddizione non ha cittadinanza nella sfera del creazionismo. Damiani ha il conforto dei filosofi classici: « [...] disputarono circa la conseguenza della necessità o impossibilità secondo la mera virtù della sola arte, così da non fare alcuna menzione di Dio in tali dibattiti»[17].

### La dottrina politica
Le vicende del tempo fanno da sfondo alla dottrina politica che Pier Damiani sviluppa nel Liber Gratissimus e nella Disceptatio synodalis. Alla radice del suo discorso c'è la tesi secondo cui sono inconfondibili le funzioni che svolgono, rispettivamente, il giudice e il sacerdote:
- giudicare significa applicare la legge, che colpisce con la nuda sanzione gli atti aventi il profilo di reati;
- esercitare il magistero sacerdotale vuol dire disporsi verso il peccatore con lo spirito del perdono, secondo amorevole misericordia.

Su questa diversità Pier Damiani incardina l'idea della distinzione fra autorità religiosa e potere politico.
Egli, come canonista, in materia ecclesiastica afferma la signoria della personalità che regge le sorti della chiesa di Cristo: il romano pontefice. Contemporaneamente, nella veste di studioso del diritto civile, riconosce l'efficacia dei decreti emanati dal principe temporale.
Papa Benedetto XVI ha dedicato l'udienza del 9 settembre 2009 alla figura del Santo.

## Posizione contro simonia e nicolaismo
Sebbene Pier Damiani si fosse battuto per tutta la vita contro il clero simoniaco, la sua visione al riguardo fu più moderata rispetto a quella proposta dal teologo suo contemporaneo Umberto di Silva Candida. Per Pier Damiani il vero artefice del sacramento è Cristo e non chi lo amministra, essendo quest'ultimo un mero strumento dello Spirito Santo. Pertanto, la validità dei sacramenti prescindeva dalle doti morali di chi li aveva impartiti e, di conseguenza, le ordinazioni gratuite effettuate da ecclesiastici simoniaci andavano considerate valide a tutti gli effetti. Tale posizione fu parzialmente accolta nel sinodo del 1061, in cui si decise che le ordinazioni gratuite fino ad allora impartite erano valide, indipendentemente da chi le aveva amministrate, ma quelle future provenienti da simoniaci sarebbero state nulle. Pier Damiani soleva citare, a sostegno delle sue tesi, l'esempio di sant'Arduino di Rimini, il quale fu ordinato sacerdote dal vescovo di Rimini, Uberto, che era considerato simoniaco poiché aveva comprato il titolo episcopale.
Riguardo al nicolaismo la posizione di Pier Damiani dovette mutare nel tempo. Inizialmente egli accettava il matrimonio dei diaconi che avevano, prima dell'ordinazione, dichiarato di non voler attenersi al celibato ma, successivamente al sinodo del 1059 in cui papa Leone IX aveva vietato ai fedeli di partecipare alle liturgie officiate da chierici concubinari; Pier Damiani affermò il suo impegno affinché «nessuno ascoltasse la messa da un presbitero, nessuno il Vangelo da un diacono, nessuno infine l'epistola da un suddiacono dei quali sappia che si mescolano con le donne».

## Pier Damiani nella letteratura
- Dante Alighieri, nella Divina Commedia, lo colloca nel settimo cielo del Paradiso, quello di Saturno.
- Jorge Luis Borges, nella storia L'altra morte narrata nella raccolta L'Aleph (La otra muerte, 1949), attinge da alcune argomentazioni di San Pier Damiani (contro San Girolamo, "sull'eterno fatto" del passato), per narrare la vicenda di un certo Pedro Damián (nome che è la traduzione castigliana di Pier Damiani).

## Opere
- (LA) Pier Damiani, [Opere]. 1[collegamento interrotto], Parisiis; prostant Venetiis, apud Josephum Corona, in via Mercatoria, sub signo Praemii, 1743.
- (LA) Pier Damiani, [Opere]. 2[collegamento interrotto], Parisiis; prostant Venetiis, apud Josephum Corona, in via Mercatoria, sub signo Praemii, 1743.
- (LA) Pier Damiani, [Opere]. 3[collegamento interrotto], Parisiis; prostant Venetiis, apud Josephum Corona, in via Mercatoria, sub signo Praemii, 1743.
- (LA) Pier Damiani, [Opere]. 4[collegamento interrotto], Parisiis; prostant Venetiis, apud Josephum Corona, in via Mercatoria, sub signo Praemii, 1743.
- Petrus Damiani, Vita Beati Romualdi[collegamento interrotto], Fonti per la storia d'Italia 94, Torino, Bottega d'Erasmo, 1982. URL consultato il 30 aprile 2015. (versione in italiano).

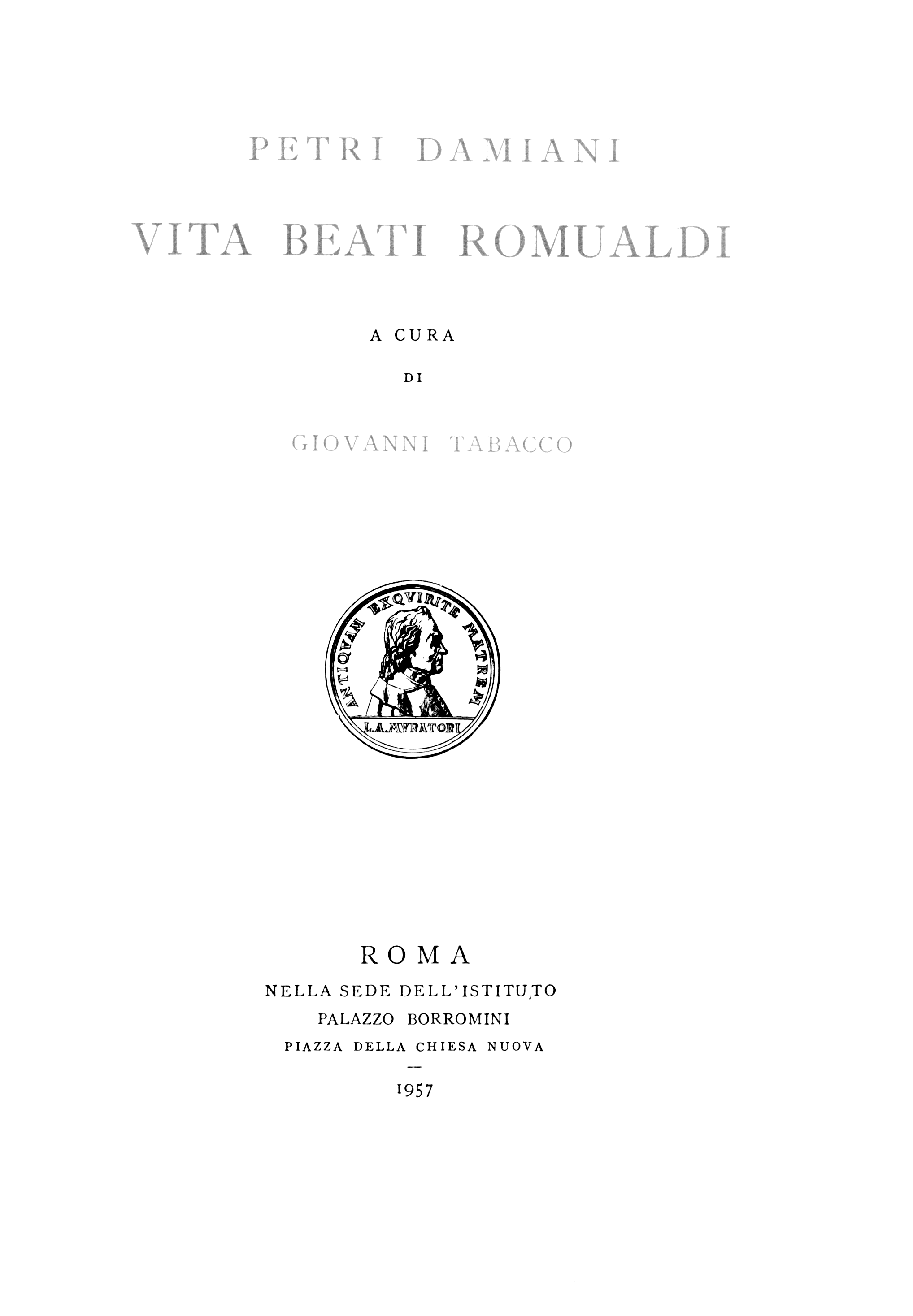
Vita Beati Romualdi

- Liber Gratissimus (contro la simonia).
- Disceptatio Synodalis (in difesa di Papa Alessandro II contro l'antipapa Onorio II).
- Liber Gomorrhianus (contro la sodomia, soprattutto nel clero, scritto nella seconda metà del 1049, dopo il concilio di Reims).
- De sancta simplicitate.
- De divina omnipotentia, circa 1067.
- Dominus vobiscum.
- De Institutione monialis (che aveva l'obiettivo di salvaguardare i cristiani d'Occidente dai decadenti usi dell'Oriente e in cui, tra l'altro, San Pier Damiani condannò come peccato l'uso della forchetta, perché nell'immaginario cristiano veniva utilizzata dal Diavolo[Nota 7]).

In tempi moderni l'edizione completa delle opere in lingua originale è stata edita a cura di Kurt Reindel, con contributi di Giovanni Lucchesi.
Nel XXI secolo, però, si è resa necessaria una traduzione dal latino all'italiano per consentire al pubblico un accesso più ampio. Un gruppo di studiosi, coordinati da Nicolangelo D'Acunto dell'Università Cattolica del Sacro Cuore ha realizzato questa impresa in anni di lavoro. L'Opera omnia (Opere di Pier Damiani) è giunta a compimento nel 2024 con la pubblicazione del dodicesimo e ultimo volume.

## Genealogia episcopale
La genealogia episcopale è:
- Cardinale Umberto di Silva Candida
- Papa Stefano IX
- Cardinale Pier Damiani

### Riferimenti
1. ↑  Jean Leclercq, Saint Pierre Damien, ermite et homme d'église, Edizioni di Storia e Letteratura, 1960, p. 172.
2. ↑  Giovanni da Lodi (Johannes von Lodi), Vita Petri Damiani, a cura di S. Freund, Studien zur literarischen Wirksamkeit des Petrus Damiani, Hannover 1995, pp. 177-265.
3. ↑  A. Cantin, Fede e dialettica nell'XI secolo, Milano, 1996, pag. 74
4. 1 2 3   Franco Cardini, Pier Damiani, completata l'Opera omnia, in Avvenire, 7 settembre 2024. URL consultato il 19 ottobre 2024.
5. ↑   Ruggero Benericetti, L'eremo e la cattedra, vita di San Pier Damiani..
6. ↑  S. Petrus Damianus, De vita S. Romualdi, Forolivii 1641.
7. ↑  Angelo Chiaretti, San Pier Damiani e Dante Alighieri: l'Abbazia di San Gregorio in Conca, Rimini, Panozzo, 2014.
8. ↑  Ruggero Benericetti, L'eremo e la cattedra. Vita di san Pier Damiani, ed. Àncora, Milano, 2007, p. 80.
9. ↑  F. Lanzoni, San Pier Damiani e Faenza, Faenza 1898, p. 25.
10. ↑  Alban Butler, I santi secondo il calendario. Febbraio, Edizioni Piemme S.p.A., Bologna 2008, 21 febbraio, pp. 297 - 303
11. ↑  (LA) Jean Paul Migne, Pietro Damiani, Epistolae, in Patrologia Latina, CXLIX, col.668.
12. ↑  In rapporto a ciò David Knowles (1896 – 1974), dell'Università di Cambridge, scrisse: «San Pietro Damiani, riformatore severo che avrebbe voluto tramutare tutti i monaci in eremiti, rimase nondimeno impressionato dalla pietà e dalla disciplina di Cluny». Vedi  David Knowles, Il monachesimo cristiano, Milano, Il Saggiatore di Alberto Mondadori Editore, 1969,  pp. 52 - 53.
13. ↑  D. Baldoni, "L'abate Costantino Caetani (1568-1650) editore delle opere di S.Pier Damiani (1604-1640)", in Ascetica cristiana e ascetica giansenista e quietista nelle regioni di influenza avellanita (Atti del I convegno del Centro di studi avellaniti), Fonte Avellana, 1977, pp. 111-125.
14. ↑  De sancta simplicitate, cap. I.
15. ↑  De sancta simplicitate, cap. III.
16. ↑  De divina omnipotentia, cap. II.
17. ↑  De divina onnipotentia.
18. ↑  Udienza Generale, 9 settembre 2009, Benedetto XVI.
19. ↑  D'Acunto, 2020, p. 60.
20. ↑   Sant' Arduino di Rimini Sacerdote ed eremita, su santiebeati.it. URL consultato il 12 agosto 2024.
21. ↑  D'Acunto, 2020, p. 69.